# Micraroter
Micraroter is een geslacht van uitgestorven Microsauria binnen de familie Ostodolepidae.
De typesoort Micraroter erythrogeois werd in 1973 benoemd door Eleanor Daly. De geslachtsnaam is afgeleid van het Grieks mikros, 'kort', en aroter, 'ploeger', een verwijzing naar het kleine formaat en de ploegvormige snuit. De soortaanduiding betekent 'uit de rode aarde'.
Het holotype FMNH UR 2311 is bij South Grandfiled, in Tillman County, Oklahoma, gevonden in een laag van de Hennesseyformatie die dateert uit het Vroeg-Perm, het Rotliegendes. Het bestaat uit een schedel met onderkaken, zes stukken wervel en stukken van de schoudergordel. De paratypen zijn FM UR 2312: een achterste onderkaak met quadratum; FM UR 2313: een snuit; FM UR 2314: schedelbotten. Specimen FM UR 2298: een linkeronderkaak en aansluitende delen van het verhemelte en bovenste kaakgewricht en toegewezen aan Cardiocephalus kan ook bij dit materiaal horen. Toegewezen werd specimen BPI 3839, een skelet met schedel uit de Arroyoformatie.
De schedel van het holotype is maar zo'n vier centimeter lang maar het exemplaar was wellicht nog onvolwassen. Neusgaten en oogkassen zijn opvallend groot. Het foramen pineale is klein. De praemaxilla draagt vijf tanden. De oogkasranden tonen richels en hebben een bijdrage van het bovenkaaksbeen. Het prefronatle reikt tot aan het neusgat. De plaat van de stijgbeugel is glad afgerond.